# Zračna luka Tabas
Zračna luka Tabas (IATA kod: TCX, ICAO kod: OIMT) smještena je u blizini grada Tabasa u istočnom dijelu Irana odnosno Jazdskoj pokrajini. Nalazi se na nadmorskoj visini od 705 m. Zračna luka ima jednu asfaltiranu uzletno-sletnu stazu dužine 3041 m, a koristi se za tuzemne letove. Vodeći zračni prijevoznik koji nudi redovne letove za Teheran-Mehrabad u ovoj zračnoj luci je Iran Air.

## Vanjske poveznice
- (engl.) Iran Air: Tabas  Arhivirana inačica izvorne stranice od 9. listopada 2010. (Wayback Machine)
- (engl.) [neaktivna poveznica]
- (engl.) DAFIF, Great Circle Mapper: TCX